# Санчес Герреро, Уго
Уго Санчес Герреро (исп. Hugo Sánchez Guerrero; родился 8 мая 1981 года в Монтеррее, Мексика) — мексиканский футболист, защитник.

## Клубная карьера
Санчес Герреро родился в Монтеррее и является выпускником футбольной академии местного клуба «УАНЛ Тигрес». 2 сентября 2000 года в матче против «Монтеррея», Уго дебютировал в мексиканской Примере. 14 февраля 2001 года в поединке против «Ирапуато», он забил свой первый гол за клуб. Футболистом основного состава Санчес Герреро стал только в сезоне Апертуры 2002. В сезоне 2007/08 Уго выступал за «Монаркас Морелия» на правах аренды.
Летом 2009 года Уго перешёл в «Хагуарес Чьяпас». 27 сентября в матче против «Сан-Луиса» он дебютировал за новый клуб. 28 февраля 2010 года в поединке против «Пуэблы», Уго забил свой первый мяч за «ягуаров» и помог им добиться ничьей 3:3.
Летом 2011 года Санчес Герреро перешёл в команду Лиги Ассенсо, «Коррекаминос», на правах аренды. 30 июля в матче против «Леона», он дебютировал в во втором дивизионе чемпионата Мексики
. В этом же поединке Уго забил свой дебютный мяч на новую команду.

## Международная карьера
15 октября 2003 года в матче против сборной Уругвая, Санчес Герреро дебютировал в сборной Мексики. В 2004 году в составе олимпийской сборной Мексики Уго принял участие в Олимпийских играх в Афинах. На турнире он сыграл в матчах против Мали и Южной Кореи. В 2005 году он принял участие в Кубке Конфедераций в составе национальной команды. 14 декабря 2005 года матч против сборной Венгрии стал для защитника последним в футболке сборной Мексики.